# Piculus
Piculus is een geslacht van vogels uit de familie spechten (Picidae).

## Soorten
Het geslacht kent de volgende soorten:
- Piculus aurulentus – Witbrauwspecht
- Piculus callopterus – Panamaspecht
- Piculus chrysochloros – Bronsspecht
- Piculus flavigula – Geelkeelspecht
- Piculus leucolaemus – Witkeelspecht
- Piculus litae – Litaspecht
- Piculus simplex – Roestvleugelspecht